# Ювілейні опитування радянського футболу
Ювілейні опитування радянського футболу — низка плебісцитів, спрямованих на виявлення найяскравіших гравців і наставників СРСР за тривалий проміжок часу.

## 10 найкращих футболістів СРСР
По завершенні сезону 1986 року видавництво московського стадіону ім. Леніна, опитавши 14 осіб (ветеранів і журналістів), визначило топ-десяток радянських гравців.

### 10 найкращих футболістів
| Місце | Футболісти       |
| ----- | ---------------- |
| 1.    | Лев Яшин         |
| 2.    | Григорій Федотов |
| 3.    | Ігор Нетто       |
| 4.    | Олег Блохін      |
| 5.    | Михайло Бутусов  |
| 6.    | Федір Селін      |
| 7.    | Едуард Стрельцов |
| 8-9.  | Микола Соколов   |
| 8-9.  | Всеволод Бобров  |
| 10.   | Сергій Ільїн     |

## 100 легенд футболу СРСР
Взимку 1992 року Держкомспорт України, опитавши ветеранів, визначив найлегендарніших радянських гравців і тренерів.

### Легендарні футболісти
| Місце | Футболісти            |
| ----- | --------------------- |
| 93.   | Андрій Зазроєв        |
| 92.   | Віктор Банников       |
| 91.   | Армінас Нарбековас    |
| 90.   | Лев Броварський       |
| 89.   | Леонід Іванов         |
| 88.   | Вагіз Хидіятуллін     |
| 87.   | Рамаз Шенгелія        |
| 86.   | Антон Ідзковський     |
| 85.   | Сергій Гоцманов       |
| 84.   | Олександр Старостін   |
| 83.   | Ігор Добровольський   |
| 82.   | Галимзян Хусаїнов     |
| 81.   | Олег Кузнєцов         |
| 80.   | Анатолій Башашкін     |
| 79.   | Берадор Абдураїмов    |
| 78.   | Заур Калоєв           |
| 77.   | Реваз Дзодзуашвілі    |
| 76.   | Іван Привалов         |
| 75.   | Віталій Дараселія     |
| 74.   | Валентин Ніколаєв     |
| 73.   | Володимир Веремеєв    |
| 72.   | Олексій Хомич         |
| 71.   | Костянтин Крижевський |
| 70.   | Андрій Старостін      |
| 69.   | Володимир Капличний   |
| 68.   | Петро Ісаков          |
| 67.   | Віктор Понедєльник    |
| 66.   | Віталій Старухін      |
| 65.   | Геннадій Литовченко   |
| 64.   | Сергій Сальников      |
| 63.   | Володимир Онищенко    |
| 62.   | Василь Соколов        |
| 61.   | Сергій Балтача        |
| 60.   | Всеволод Блинков      |
| 59.   | Михайло Фоменко       |
| 58.   | Юрій Гаврилов         |
| 57.   | Віталій Голубєв       |
| 56.   | Євген Ловчєв          |
| 55.   | Едуард Маркаров       |
| 54.   | Анатолій Коньков      |
| 53.   | Сергій Соловйов       |
| 52.   | Віктор Каневський     |
| 51.   | Микола Соколов        |
| 50.   | Ігор Бєланов          |
| 49.   | Гайоз Джеджелава      |
| 48.   | Костянтин Щегоцький   |
| 47.   | Ігор Численко         |
| 46.   | Анатолій Акимов       |
| 45.   | Олександр Пономарьов  |
| 44.   | Анатолій Банішевський |
| 43.   | Михайло Бутусов       |
| 42.   | Анатолій Бишовець     |
| 41.   | Олег Протасов         |
| 40.   | Василь Трофимов       |
| 39.   | Олексій Михайличенко  |
| 38.   | Євген Рудаков         |
| 37.   | Петро Дементьєв       |
| 36.   | Віктор Фомін          |
| 35.   | Анатолій Ільїн        |
| 34.   | Слава Метревелі       |
| 33.   | Автандил Гогоберидзе  |
| 32.   | Федір Селін           |
| 31.   | Хорен Оганесян        |
| 30.   | Віктор Серебряников   |
| 29.   | Сергій Ільїн          |
| 28.   | Йожеф Сабо            |
| 27.   | Федір Черенков        |
| 26.   | Андрій Біба           |
| 25.   | Микита Симонян        |
| 24.   | Василь Турянчик       |
| 23.   | Давид Кіпіані         |
| 22.   | Сергій Алейников      |
| 21.   | Олександр Заваров     |
| 20.   | Олександр Чивадзе     |
| 19.   | Валентин Іванов       |
| 18.   | Ринат Дасаєв          |
| 17.   | Леонід Буряк          |
| 16.   | Михайло Месхі         |
| 15.   | Володимир Безсонов    |
| 14.   | Альберт Шестерньов    |
| 13.   | Анатолій Дем'яненко   |
| 12.   | Муртаз Хурцилава      |
| 11.   | Володимир Мунтян      |
| 10.   | Борис Пайчадзе        |
| 9.    | Юрій Войнов           |
| 8.    | Григорій Федотов      |
| 7.    | Віктор Колотов        |
| 6.    | Валерій Воронін       |
| 5.    | Ігор Нетто            |
| 4.    | Всеволод Бобров       |
| 3.    | Лев Яшин              |
| 2.    | Едуард Стрельцов      |
| 1.    | Олег Блохін           |

### Легендарні тренери
| Місце | Тренери              |
| ----- | -------------------- |
| 7.    | Михайло Якушин       |
| 6.    | Костянтин Бєсков     |
| 5.    | Нодар Ахалкаці       |
| 4.    | Гаврило Качалін      |
| 3.    | Борис Аркадьєв       |
| 2.    | Віктор Маслов        |
| 1.    | Валерій Лобановський |

## 50 найкращих футболістів СРСР
Навесні 1999 року московська газета «Советский спорт», опитавши журналістів, уклала реєстр найліпших радянських гравців.

### 50 найкращих футболістів
| Воротарі     |                      |
| 1.           | Лев Яшин             |
|              | Ринат Дасаєв         |
|              | Анзор Кавазашвілі    |
|              | Олексій Хомич        |
| Захисники    |                      |
| 1.           | Олександр Чивадзе    |
|              | Володимир Безсонов   |
|              | Євген Ловчев         |
|              | Олександр Старостін  |
|              | Вагіз Хидіятуллін    |
|              | Муртаз Хурцилава     |
|              | Альберт Шестерньов   |
|              | Віктор Шустиков      |
| Півзахисники |                      |
| 1.           | Валерій Воронін      |
|              | Леонід Буряк         |
|              | Юрій Войнов          |
|              | Віталій Дараселія    |
|              | Ігор Добровольський  |
|              | Олександр Заваров    |
|              | Давид Кіпіані        |
|              | Віктор Колотов       |
|              | Олексій Михайличенко |
|              | Володимир Мунтян     |
|              | Ігор Нетто           |
|              | Хорен Оганесян       |
|              | Федір Черенков       |
| Нападники    |                      |
| 1.           | Олег Блохін          |
|              | Ігор Бєланов         |
|              | Костянтин Бєсков     |
|              | Анатолій Бишовець    |
|              | Всеволод Бобров      |
|              | Михайло Бутусов      |
|              | Автандил Гогоберидзе |
|              | Петро Дементьєв      |
|              | Валентин Іванов      |
|              | Анатолій Ільїн       |
|              | Михайло Месхі        |
|              | Слава Метревелі      |
|              | Василь Павлов        |
|              | Віктор Понедєльник   |
|              | Олександр Пономарьов |
|              | Олег Протасов        |
|              | Сергій Сальников     |
|              | Федір Селін          |
|              | Микита Симонян       |
|              | Микола Старостін     |
|              | Едуард Стрельцов     |
|              | Григорій Федотов     |
|              | Галимзян Хусаїнов    |
|              | Ігор Численко        |
|              | Михайло Якушин       |

### Символічна збірна
1+3+4+3: Яшин — Безсонов, Чивадзе, Шестерньов — Воронін, Заваров, Черенков, Нетто — Бобров, Стрельцов, Блохін.

## «33 найкращі» футболісти і три найкращі тренери СРСР
Восени 1999 року київська «Спортивна газета», опитавши читачів сформувала список найліпших радянських гравців і наставників.

### «33 найкращі» футболісти і три найкращі тренери
| Позиція                   | № 1                  | № 2                 | № 3                 |
| ------------------------- | -------------------- | ------------------- | ------------------- |
| Воротарі                  | Лев Яшин             | Ринат Дасаєв        | Євген Рудаков       |
| Захисники праві           | Володимир Безсонов   | Тенгіз Сулаквелідзе | Віктор Чистохвалов  |
| Захисники центральні      | Муртаз Хурцилава     | Василь Турянчик     | Альберт Шестерньов  |
| Захисники ліві            | Анатолій Дем’яненко  | Василь Соколов      | Євген Ловчев        |
| Стопери + хвилерізи       | Віктор Колотов       | Олександр Чивадзе   | Сергій Алейников    |
| Півзахисники праві        | Валерій Воронін      | Володимир Мунтян    | Йожеф Сабо          |
| Півзахисники центральні   | Давид Кіпіані        | Юрій Войнов         | Хорен Оганесян      |
| Півзахисники ліві         | Ігор Нетто           | Федір Черенков      | Віктор Серебряников |
| Нападники праві + інсайди | Всеволод Бобров      | Василь Трофимов     | Ігор Бєланов        |
| Нападники центральні      | Едуард Стрельцов     | Валентин Іванов     | Олександр Заваров   |
| Нападники ліві + інсайди  | Олег Блохін          | Григорій Федотов    | Михайло Месхі       |
| Тренери                   | Валерій Лобановський | Нодар Ахалкаці      | Віктор Маслов       |